# Osek nad Bečvou
Pour les articles homonymes, voir Osek.
Osek nad Bečvou (en allemand : Ossek an der Betschwa) est une commune du district de Přerov, dans la région d'Olomouc, en Tchéquie. Sa population s'élevait à 1 285 habitants en 2020.

## Géographie
Osek nad Bečvou est arrosée par la Bečva, un affluent de la Morava, et se trouve à 4,5 km à l'ouest-sud-ouest du centre de Lipník nad Bečvou, à 8,5 km au nord-est de Přerov, à 22 km à l'est-sud-est d'Olomouc et à 232 km à l'est-sud-est de Prague.
La commune est limitée par Veselíčko au nord, par Lipník nad Bečvou à l'est, par Hlinsko, Sušice, Oldřichov et Radslavice au sud, et par Prosenice et Radvanice à l'ouest.

## Histoire
La première mention écrite de la localité date de 1374.

## Transports
Par la route, Osek nad Bečvou se trouve à 5 km de Lipník nad Bečvou, à 10 km de Přerov, à 29 km d'Olomouc et à 292 km de Prague.